# Этекс, Луи-Жюль

Портрет Огюста Конта

Луи́-Жюль Эте́кс (фр. Louis-Jules Étex; 20 сентября 1810, Париж — 7 июля 1889, там же) — французский живописец. Младший брат скульптора и живописца Антуана Этекса (1808—1888).

## Биография
Был учеником Энгра и впервые выставлялся перед публикой на парижском салоне 1833 года с портретами, за которые получил вторую медаль. После того был послан французским правительством в Дрезден с поручением написать копию Сикстинской Мадонны для Аженской церкви. Исполнив это поручение, совершил поездку в Италию, и по возвращении в Париж писал, кроме портретов, исторические и жанровые картины, благодаря которым некоторое время пользовался значительной известностью.

## Живопись[3]
- «Первое впечатление моря»,
- «Монах и философ»,
- «Почтовая карета на морском берегу в бурную погоду»,
- «Воскрешение сына наинской вдовы»,
- «Ласкарис, по завоевании Константинополя турками, перевозит сокровища искусства и литературы в Италию»,
- «Семейство рыбаков во время кораблекрушения»,
- «Весталка перед потухшим жертвенником своей богини» (1868),
- «Св. Геновефа»,
- «Диана на охоте».